# Liriomyza mikaniopsidis
Liriomyza mikaniopsidis är en tvåvingeart som beskrevs av Spencer 1961. Liriomyza mikaniopsidis ingår i släktet Liriomyza och familjen minerarflugor.
Artens utbredningsområde är Etiopien. Inga underarter finns listade i Catalogue of Life.